# First-Class Cricket
Als First-Class Cricket bezeichnet man Spiele der höchsten Kategorie im Cricket.
First-Class-Spiele bestehen immer aus zwei Innings pro Mannschaft und sind heutzutage auf mindestens drei Tage angesetzt. Während im One-Day Cricket, bei nur einem Innings pro Team, dieses jeweils auf eine bestimmte Overzahl begrenzt ist, gilt beim First-Class Cricket eine zeitliche Begrenzung für das gesamte Spiel, beispielsweise vier Tage je 6 Stunden. Seltener sind Spiele ohne Begrenzung der Spieltageanzahl.
Der Begriff wird im Deutschen häufig fälschlich mit Erster Liga übersetzt. Er ist aber eine Aussage über die Qualität der Mannschaften, nicht über die Wichtigkeit einer Trophäe. Auch manche „Freundschaftsspiele“ besitzen diesen Status.

## Definition
Obwohl der Begriff schon sehr lange in Verwendung war, hat die Imperial Cricket Conference, der heutige International Cricket Council (ICC), erst 1947 offizielle Kriterien für die Vergabe dieses Status aufgestellt, die heute wie folgt lauten:
- Das Spiel muss auf mindestens drei Tage angesetzt sein.
- Beide Mannschaften müssen aus 11 Spielern bestehen.
- Es muss auf einer natürlichen Rasen-Pitch (Wurfbahn) gespielt werden.
- Das Spielfeld muss internationalem Standard entsprechen.
- Die Standard Playing Conditions müssen im Wesentlichen angewendet werden.

Diese Definition hatte allerdings ausdrücklich keine rückwirkende Gültigkeit.
Nur diejenigen Verbände, welche die höchste der drei möglichen Mitgliedsstufen im ICC besitzen, dürfen für ihren nationalen Bereich festlegen, welche Mannschaften bzw. welche Spiele als First-Class zu bezeichnen sind. Diese Länder sind heute England, Australien, Südafrika, Neuseeland, West Indies, Indien, Pakistan, Sri Lanka, Simbabwe, Bangladesch, Irland und Afghanistan. Die wenigen First-Class-Matches außerhalb dieser Länder, wie beispielsweise der ICC Intercontinental Cup, können nur durch den ICC ihren Status erhalten. In Statistiken werden diese Spiele scharf von anderen Kategorien getrennt.
Ebenfalls als First-Class Cricket gelten die 5-Tages-Länderspiele, die sogenannten Test-Matches, zwischen den oben genannten Ländern. Obwohl seit 1971 zwischen den großen Cricketnationen auch One-Day Internationals ausgetragen werden, und der Cricket World Cup in dieser Spielform stattfindet, gilt weiterhin Test Cricket als die wichtigste Austragungsform im Cricket.

## Geschichte
Seit wann genau es First-Class Cricket gibt, bzw. seit wann Spiele diesen Status besitzen, und man sie damit auch in die entsprechenden Statistiken aufnehmen kann, ist allgemein umstritten.
Traditionell galt das Jahr 1864 als Startpunkt, da seit diesem Jahr „Overarm-Bowling“, d. h. Würfe über die Schulter, erlaubt sind. Aber auch Spiele aus der Zeit der sogenannten Roundarm-Periode, die um ca. 1827 begann und ab 1835 offiziell wurde, wurden als First-Class vorgeschlagen.
Ein weiteres Startdatum ist das Jahr 1815, das Ende der Napoleonischen Kriege. Letzteres Datum wird insbesondere vom berühmten Wisden Cricketers’ Almanack in seinen Statistiken verwendet, der seit 1864 jährlich ohne Unterbrechung erscheint. Da aber auch in der Zeit von 1815 bis 1845 weiterhin das ältere „Underarm-Bowling“ vorherrschend war, schließt dieses Datum viele frühere Spiele gleicher Art willkürlich aus.
Bei Spielen vor 1815 stößt man sehr schnell auf die Schwierigkeit, dass von vielen kaum mehr als die Namen der Mannschaften bekannt sind. Erst ab dem Jahr 1772 existieren für alle Folgejahre Scorecards für wenigstens einige wichtige Spiele, aber eben nicht für alle Spiele dieser Jahre. Die ältesten bekannten Scorecards stammen aus dem Jahr 1744.
Die einflussreiche Association of Cricket Statisticians & Historians (ACS) hat eine Liste aller ihrer Ansicht nach qualifizierten Spiele herausgegeben, die mit dem Jahr 1801 beginnt. Dies geschah, um wenigstens alle (nach 1962 eingestellten) Begegnungen Gentlemen vs. Players einbeziehen zu können, obwohl dieser Vergleich erst 1806 begann.
Die ACS bezeichnet frühe Spiele oft nur als „Great Matches“ oder „Important Matches“. In der von der ACS unterstützten CricketArchive-Datenbank sind diese Spiele vorläufig als major oder minor gekennzeichnet.
Im aktuellen Vorschlag des ACS wird sogar das Jahr 1660 vorgeschlagen, da seit dieser Zeit Spiele zwischen Mannschaften ausgetragen wurden, die für sich in Anspruch nehmen könnten, mehr als nur reine „Dorfmannschaften“ und im weitesten Sinne Vorläufer der County-Teams zu sein.
Heutzutage werden First-Class-Spiele über 3 oder 4 Tage ausgetragen, wenige, wie Test-Matches auch, über 5 Tage. In den meisten Ländern sind die First-Class-Teams feste Mannschaften und repräsentieren meist eine Region, z. B. Bundesstaaten in Australien oder Grafschaften in England. Die 18 First-Class-Countys in England und Wales sind reine Profimannschaften und nicht als Auswahlmannschaften zu verstehen.

## Nationale First-Class-Wettbewerbe
Heute haben alle Test-Nationen mindestens einen First-Class Wettbewerb.
| Land                           | Ligen                              |
| ------------------------------ | ---------------------------------- |
| Afghanistan                    | Ahmad Shah Abdali 4-Day Tournament |
| Australien                     | Sheffield Shield                   |
| Bangladesch                    | National Cricket League            |
| England                        | County Championship                |
| Indien                         | Ranji Trophy                       |
| Duleep Trophy                  |                                    |
| Irani Cup                      |                                    |
| Irland                         | Inter-Provincial Championship      |
| Sri Lanka                      | Premier Trophy                     |
| Neuseeland                     | Plunket Shield                     |
| Pakistan                       | Quaid-e-Azam Trophy                |
| Simbabwe                       | Logan Cup                          |
| Südafrika                      | Sunfoil Series                     |
| Provincial Three-Day Challenge |                                    |
| West Indies                    | Regional Four Day Competition      |